# Johan Henrik Wermelin
Johan Henrik Petersson Wermelin, född 26 juli 1850 i Kalkstad i Torslunda socken, död 5 augusti 1910 i Malmö, var en svensk skogsman och entomolog.
Johan Henrik Wermelin var son till hemmansägaren Peter Henriksson och Brita Stina Wermelin. Efter skolgång i Kalmar och tjänst på kofferdifartyg genomgick Wermelin Skogsinstitutet 1871–1872. Han antogs 1873 till extra jägmästare i Stockholms revir, utförde 1873–1876 större skogstaxeringar i Finland och blev 1876 ingenjör i Skogsstyrelsen. Vid Skogsstyrelsens omvandling till Domänstyrelsen 1883 blev han amanuens där och från 1855 notarie på skogsavdelningen. Från 1900 till sin död var han, med säte i Malmö, överjägmästare i Södra distriktet. Wermelin arbetade i sitt distrikt för införande av betesfred på kronoparkerna, plantering av utländska barrträdsarter och trädgårdsodling. Han verkade för naturskyddssaken som ordförande i Föreningen för skyddande av Måkläppens fågelfauna 1905–1910 och var en kunnig entomolog med särskilt intresse för fjärilar och skalbaggar. I Entomologisk tidskrift publicerade han uppsatser om fyndorter för svenska fjärilar och insektsskador på skog. 1899 förordnades han av Domänstyrelsen att biträda Christopher Aurivillius vid undersökningar om nunnans stora skogshärjningar i Södermanland och Östergötland, och tillsammans med Aurivillius och C. G. Ramstedt publicerade han i Uppsatser i praktisk entomologi (10, 1900) en redogörelse för härjningarna och åtgärderna för nunnans bekämpande. För allmänheten hade han tidigare utgett broschyren Om nunnan, hennes lefnadssätt och skadegörelse i skogarne samt om medlen för hennes bekämpande (1899).